# Grande Terre (Nouvelle-Calédonie)
Pour les articles homonymes, voir Grande Terre.
La Grande Terre est l'île principale de la Nouvelle-Calédonie, dans la mer de Corail, une mer de l'océan Pacifique. Elle représente 88 % de l'ensemble du territoire de la Nouvelle-Calédonie. Orientée du nord-ouest au sud-est, prolongée au nord par les îles Belep et au sud par l'île des Pins avec lesquelles elle forme l'arc ou archipel de la Grande Terre, elle forme un ensemble allongé de 400 km de long (du « bout du monde » à Poingam dans la commune de Poum à l'extrémité nord-ouest jusqu'au cap N'Dua à la limite entre Le Mont-Dore et Yaté à la pointe sud) pour 64 km à son endroit le plus large (entre la presqu'île de Pindai dans la commune de Poya sur la côte ouest et Poindimié sur la côte est).
Du fait de sa superficie, la Grande Terre est la 52e île du monde, la 22e de l'océan Pacifique, la 6e du Pacifique sud, la 2e de la mer de Corail et la plus grande île de France, presque deux fois plus grande que la Corse.

## Dénominations
Si l'appellation officielle de l'île aujourd'hui est « Grande Terre », sa première dénomination européenne, donnée par le navigateur anglais James Cook lorsqu'il l'a accosté pour la première fois en 1774, est bien Nouvelle-Calédonie. Après la prise de possession par la France en 1853 de l'ensemble des îles qui forment aujourd'hui la Nouvelle-Calédonie et son accession au statut de colonie à part entière en 1860, son nom officiel est « Nouvelle-Calédonie et dépendances », le terme « dépendances » renvoyant aux îles Loyauté, Belep, des Pins et l'ensemble des petits îlots périphériques. Toutefois, par simplicité, et parce qu'il s'agit de l'île la plus importante, le nom de Nouvelle-Calédonie, voire de « Calédonie », est employé rapidement pour désigner tout à la fois l'île et l'ensemble de la colonie puis du Territoire. Quoi qu'il en soit, le nom officiel reste « Nouvelle-Calédonie et dépendances » jusqu'en 1988 (la loi du 17 juillet 1986, dite statut Pons I, est la dernière à employer ce terme et la loi du 22 janvier 1988, dite statut Pons II, la première à désigner le Territoire comme simplement « Nouvelle-Calédonie »).
Parallèlement, tous les textes statutaires d'avant 1999 définissant la collectivité néo-calédonienne citent l'île principale comme « Nouvelle-Calédonie ou Grande Terre »,. La loi organique du 19 mars 1999 née de l'Accord de Nouméa est le premier document officiel portant statut à n'employer que le terme de « Grande Terre ». Le nom officiel de l'île est donc alors bien désormais « Grande Terre ». Toutefois, de nombreux dictionnaires, dont le Larousse qui parle de « Nouvelle-Calédonie proprement dite, ou île de la Grande Terre », emploient encore les deux appellations tandis que la population locale continue essentiellement à utiliser le terme de « Calédonie » à la fois pour l'île et l'ensemble de la collectivité (en témoigne le fait que l'ensemble des étapes du tour cycliste de Nouvelle-Calédonie, ou tour de Calédonie, se trouvent sur la Grande Terre),.

## Formation géologique
La Grande Terre, de même que l'ensemble de la Nouvelle-Calédonie, est un morceau de la plaque australienne, détachée du supercontinent Gondwana au Crétacé (il y a environ 70 millions d'années), et dont la formation s'est faite par une série de plissements de la plaque, dont le dernier s'est produit aux âges éocène et oligocène (entre environ 53 et 26 Ma), expliquant la multiplicité des types et d'âges de sol : à la fois formations sédimentaires et volcaniques s'étalant du Permien (299 à 251 Ma) au Tertiaire (entre 65 et 1,5 Ma). Les transformations géologiques de la fin du Tertiaire ont également permis à l'île d'avoir l'un des plus importants ensembles de roches ultramafiques ou ultrabasiques (péridotites), derrière celui d'Oman, et a entraîné la richesse particulière en nickel du sol de l'île. Ces péridotites sont nées par obduction du manteau poussé au-dessus des autres terrains lors du dernier plissement. S'y ajoutent des substrats basaltiques issus d'une obduction antérieure du plancher océanique sur la côte ouest (essentiellement la nappe dite de Poya). Enfin, les conditions extrêmes de températures et de pressions causées par les collisions de plaque à l'origine de ces plissements et soulèvements ont transformé une partie des roches sédimentaires et magmatiques par métamorphisme, essentiellement dans le nord-est de l'île (unités du Diahot et de Pouébo) mais aussi dans une bonne partie du sud-est (serpentinites nées du métamorphisme hydrothermal des péridotites), créant des schistes et micaschistes ainsi que des schistes bleus en importante quantité,.
La Grande Terre fait également partie du continent submergé de Zealandia et, plus particulièrement, de la ride de Norfolk, dont elle constitue la majeure partie des terres immergées.

## Reliefs et paysages

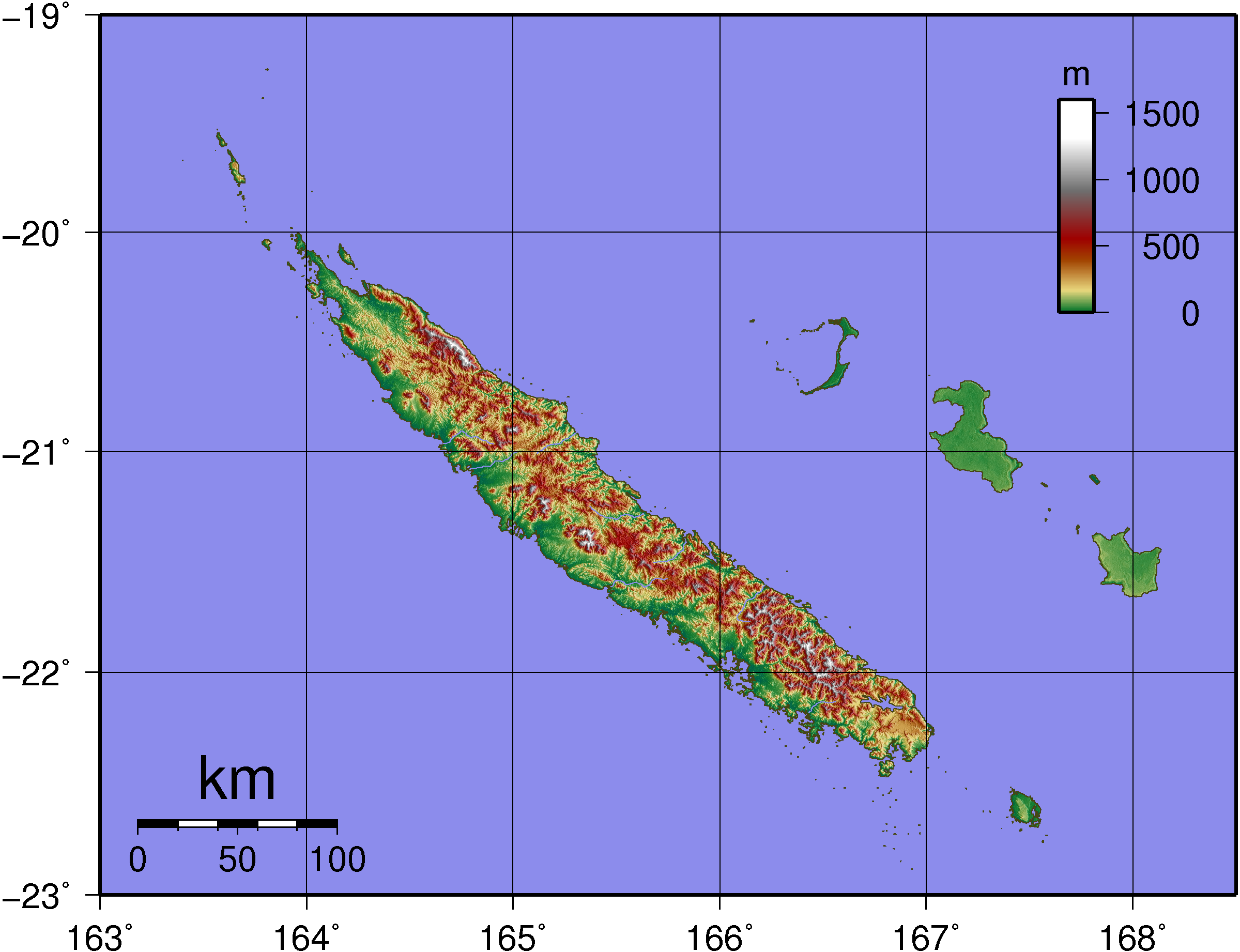
Carte de la Nouvelle-Calédonie avec Grande Terre (à gauche).

L'île est séparée en deux sur pratiquement toute sa longueur par un arc montagneux ancien (contenant des éléments géologiques antérieurs au Permien mais difficilement identifiables) et relativement peu élevé (le point culminant est le mont Panié, au nord, qui s'élève à 1 629 m, suivi de peu par le mont Humboldt au sud, avec 1 618 m) : la Chaîne centrale, plus généralement appelée simplement la « Chaîne », véritable épine dorsale de la Grande Terre. Son axe étant légèrement excentré vers l'est de l'île, la côte est se retrouve limitée à une étroite bande littorale, les montagnes tombant souvent de manières abruptes directement dans la mer, et à plusieurs vallées encaissées, tandis que le relief de la côte ouest s'échelonne par paliers d'altitudes décroissantes avec un réseau de plateaux, de collines et de vastes plaines.
De plus, la Chaîne contribue à une différence climatique entre les deux côtes, protégeant l'ouest des vents dominants (est-sud-est, les alizés), les précipitations se concentrant donc avant tout à l'est. De ce fait, la partie occidentale offre surtout des paysages secs de savanes à niaouli et de forêt sclérophylle, tandis que la partie orientale présente une végétation tropicale plus dense et plus humide. Le littoral quant à lui est dominé par la mangrove, même si des zones claires se sont formées au nord de la Grande Terre. En effet, un excès de sel a provoqué la mort des palétuviers, des arbres pourtant aptes à pousser dans l'eau de mer. Mais, depuis une dizaine d'années (2008)[Quoi ?], la salinité diminue et les clairières reverdissent peu à peu.
Un écosystème particulier, appelé « maquis minier », caractérisé par une végétation buissonnante, à l'instar du maquis des zones méditerranéennes, s'est développé sur le sol ferreux des plaines et collines de l'extrémité sud de la Grande Terre.

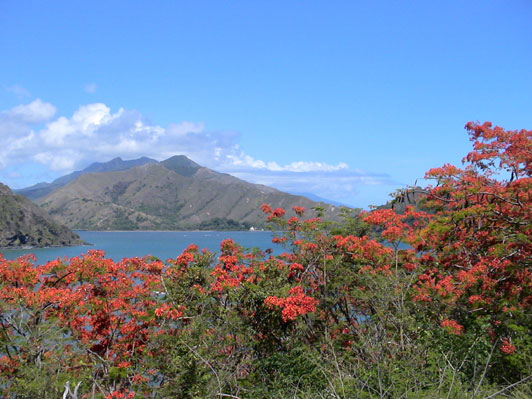
Mont Panié et versants abrupts de la Chaîne au nord de la côte est
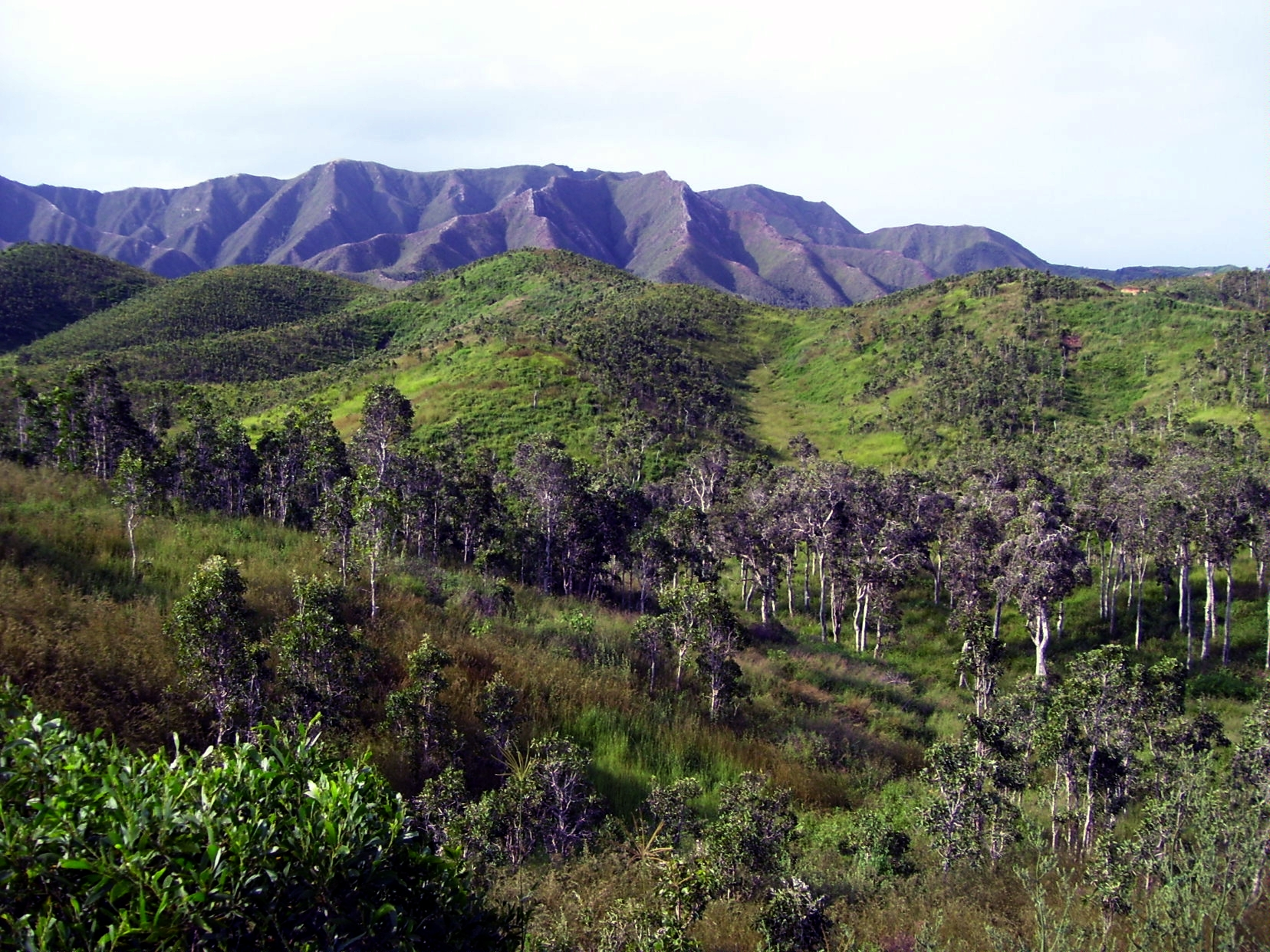
Paysage de savanes à niaouli au nord de la côte ouest
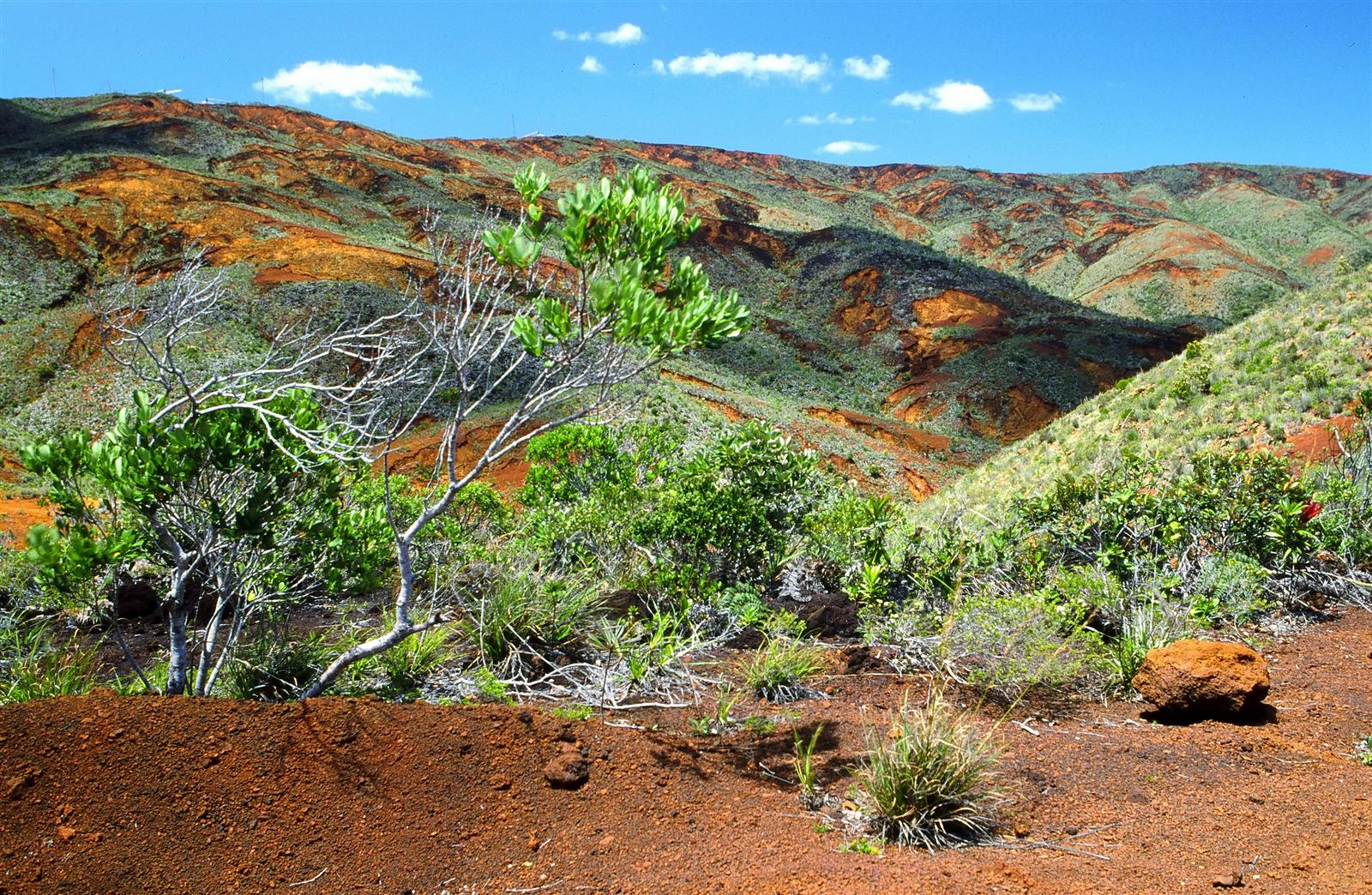
Maquis minier typique du sud de la Grande Terre

## Faune et flore
L'île abrite de nombreuses espèces endémiques notamment les plantes à fleurs Pittosporum bernardii et Pittosporum gatopense.

## Gisement paléontologique
Des ossements fossiles d'une faune datée de l'Holocène, comprenant l'oiseau géant Sylviornis, le crocodile terrestre Mekosuchus inexpectatus et la tortue à corne Meiolania, y ont été découverts,.